# Kwacze (obwód miński)
Kwacze (błr. Квачы, Kwaczy; ros. Квачи, Kwaczi) – wieś na Białorusi, w obwodzie mińskim, w rejonie nieświeskim, na prawym brzegu rzeki Uszy, 10 km na północny zachód od Nieświeża. Wchodzi w skład sielsowietu Wysoka Lipa.

## Historia
Kwacze były wsią magnacką Księstwa Nieświeskiego. W końcu XVIII wieku należały do powiatu nowogródzkiego, w województwie nowogródzkim.
W 1884 roku wieś leżała w wołoście horodziejskim, w powiecie nowogródzkim guberni mińskiej. Leżała przy drodze wiodącej z Nieświeża do Krętego Brzegu. Miała 34 osady. Miejscowość wzgórkowata, bezleśna.
W okresie międzywojennym wieś i osada leżące w granicach II Rzeczypospolitej w gminie wiejskiej Horodziej, w powiecie nieświeskim, w województwie nowogródzkim. W 1921 wieś liczyła 504 mieszkańców, zamieszkałych w 93 budynkach, w tym 397 Białorusinów i 107 Polaków. 444 mieszkańców było wyznania prawosławnego i 60 rzymskokatolickiego. Osada liczyła zaś 9 mieszkańców, zamieszkałych w 1 budynku, w tym 6 Białorusinów i 3 Polaków. 6 mieszkańców było wyznania prawosławnego i 3 rzymskokatolickiego.
Z miejscowości pochodzi działaczka młodzieżowa Anastasija Azarka.